# Chevalia pacifica
Chevalia pacifica is een vlokreeftensoort uit de familie van de Chevaliidae. De wetenschappelijke naam van de soort is voor het eerst geldig gepubliceerd in 1995 door Myers.